# Gloucester-fa

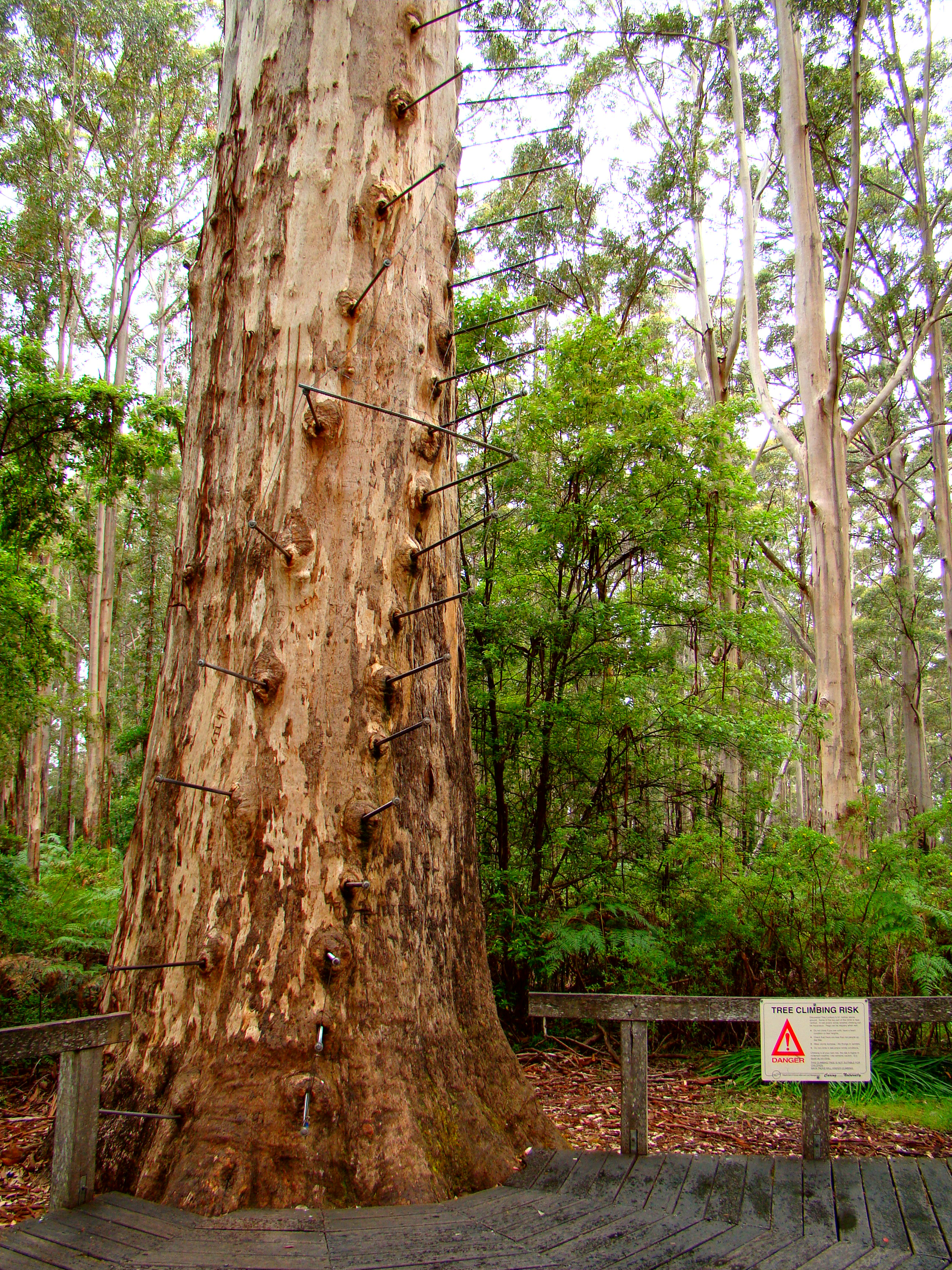
A Gloucester-fa alja szinte hívogatja a mászókat.

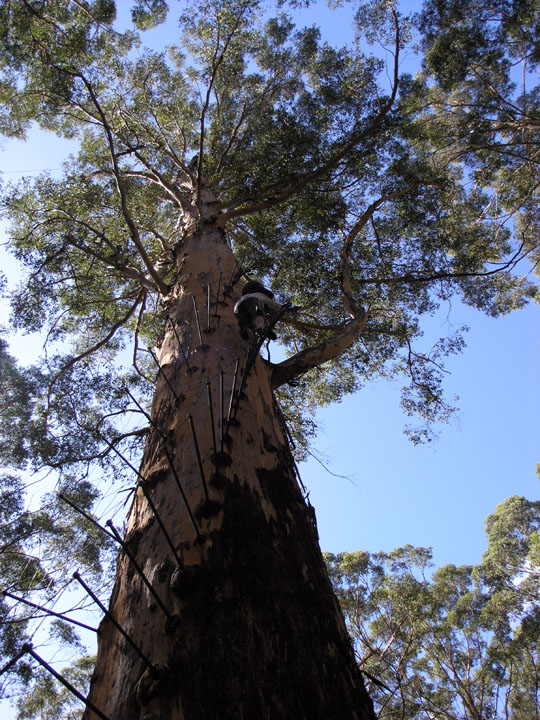
A Gloucester-fa megmászása

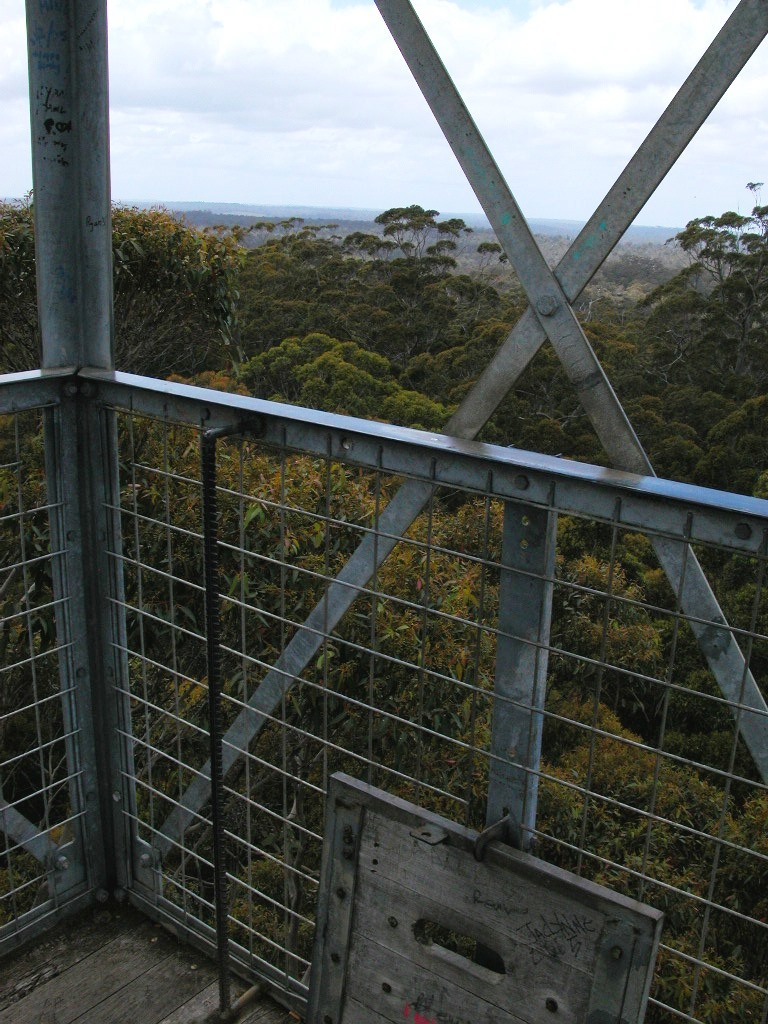
Kilátás a Gloucester-fa tetején lévő kabinból

A Gloucester-fa egy faóriás Tarkalevelű eukaliptuszfa (Eucalyptus diversicolor), mely a Gloucester Nemzeti Parkban található Nyugat-Ausztráliában. 72 méteres magasságával a második legmagasabb tűzfigyelő kilátó a világon, a Dave Evans Bicentennial Tree után, melyre az idelátogatók felmászhatnak és körbenézhetnek a környező eukaliptuszerdő felett. A fa Manjimup település tulajdonában áll.
1947-ben a Gloucester-fa az egyike volt azon nyolc eukaliptusznak, amelyek az 1937 és 1952 közti időszakban tűzfigyelőpontként üzemeltek. A tűzfigyelőpontként való megbízhatóságát első alkalommal Jack Watson erdész tesztelte aki mászóbakancsban mászott fel a tetejére. Watsonnak 6 órájába telt, mire 58 métert megtett fölfelé.
Egy másik erdész, George Reynolds mászóvasakat rögzített a fa törzsére és ágakat vágott le, hogy megkönnyítse a feljutást. Később egy fából készült kabint építettek a fa tetejére 58 méterrel a talaj szintje fölé. Ausztrália főkormányzója, Henry herceg, Gloucester hercege megtekintette az építkezést, majd a fát és a nemzeti parkot ennek az alkalomnak a tiszteletére nevezték el.
1973-ban a fából készült kabint biztonsági okokból lebontották, majd helyette egy acélból és alumíniumból készült kabint helyeztek el. Jelenleg 153 mászóvason keresztül lehet feljutni a fa tetejére, amelyek spirális alakban helyezkednek el a fa törzse körül. A látogatók mindössze 20%-a mászik fel csak a kabinig, mivel a többiek feladják útközben.

## Fordítás
Ez a szócikk részben vagy egészben  a   Gloucester Tree című angol Wikipédia-szócikk ezen változatának fordításán alapul.  Az eredeti cikk szerkesztőit annak laptörténete sorolja fel. Ez a jelzés csupán a megfogalmazás eredetét és a szerzői jogokat jelzi, nem szolgál a cikkben szereplő információk forrásmegjelöléseként.